# Hold (égitesttípus)

A Naprendszer néhány holdja méretarányosan.

A csillagászatban holdnak nevezzük a bolygók, törpebolygók és kisbolygók körül keringő égitesteket. (A csillagászok ugyanezeket mellékbolygóknak is hívják. Ekként a Hold a Föld holdja.)

## Definíció

A Pluto törpebolygó és egyik holdja a Charon (animáció)

Nem mindig könnyű eldönteni, hogy egy objektum-pár melyik tagja a hold. Tipikus példa erre a Naprendszerben az időközben törpebolygóvá minősített Pluto és legnagyobb, Charon nevű holdja, ez a rendszer például kettős rendszernek is tekinthető. Mivel minden anyagi testnek van gravitációs tere, a bolygó és holdja kölcsönösen vonzzák egymást. Ha a két objektum megközelítőleg azonos tömegű, kettős rendszernek nevezzük őket. Egy példa lehet a 90 Antiope kettős aszteroida. A hold meghatározásának általános kritériuma az, hogy a két objektum tömegközéppontja a bolygó belsejében van (a Pluto-Charonra ez nem teljesül).

## Holdak a Naprendszerben
A Naprendszerben 175 holdat ismerünk (2006-os adat). Az alábbi listában a Naprendszer ismert holdjai közül sorolunk fel néhányat.

### Akőzetbolygókholdjai
- A Merkúrnak és a Vénusznak nincs holdja.
- Föld
  - Hold
- Mars
  - Phobos
  - Deimos

### Azóriásbolygókholdjai

#### A Jupiter holdjai
A Jupiternek 79 ismert holdja van (2022-es adat).
1. Metis
2. Adrastea
3. Amalthea
4. Thebe
5. Io
6. Europa
7. Ganymedes
8. Callisto
9. Themisto
10. Leda
11. Himalia
12. S/2018 J 1
13. S/2017 J 4
14. Lysithea
15. Elara
16. Dia
17. Carpo
18. S/2003 J 12
19. Valetudo
20. Euporie
21. Eupheme
22. S/2003 J 18
23. S/2010 J 2
24. Thelxinoe
25. Euanthe
26. Helike
27. Orthosie
28. S/2017 J 7
29. S/2016 J 1
30. S/2016 J 3
31. Iocaste
32. S/2003 J 16
33. Praxidike
34. Harpalyke
35. Mneme
36. Hermippe
37. Thyone
38. S/2017 J 9
39. Ananke
40. Herse
41. Aitne
42. S/2017 J 6
43. S/2011 J 1
44. Kale
45. Taygete
46. S/2003 J 19
47. Chaldene
48. S/2003 J 15
49. S/2003 J 10
50. S/2003 J 23
51. Erinome
52. Aoede
53. Kallichore
54. S/2017 J 5
55. S/2017 J 8
56. Kalyke
57. Carme
58. Kallirrhoe
59. Eurydome
60. S/2017 J 2
61. Pasithee
62. S/2010 J 1
63. Kore
64. Cyllene
65. S/2011 J 2
66. Eukelade
67. S/2017 J 1
68. S/2003 J 4
69. Pasiphae
70. Hegemone
71. Arche
72. Isonoe
73. S/2003 J 9
74. S/2003 J 5
75. Sinope
76. Sponde
77. Autonoe
78. Megaclite
79. S/2003 J 2

#### A Szaturnusz holdjai
A Szaturnusznak 82 ismert holdja van (2019-es adat). Néhány közülük:
1. S/2009 S 1
2. Pan
3. Daphnisz
4. Atlas
5. Prometheus
6. Pandora
7. Epimetheus
8. Janusz
9. Aegaeón
10. Mimas
11. Methóné
12. Anthé
13. Palléné
14. Enkeladusz
15. Tethüsz
16. Teleszto
17. Kalüpszo
18. Dione
19. Heléné
20. Polüdeukesz
21. Rhea
22. Titán
23. Hüperion
24. Iapetusz
25. Phoebé
26. Hati
27. Narvi
28. Bestla

#### AzUránuszholdjai
Az Uránusznak 27 ismert holdja van (2019-es adat).
1. Kordélia
2. Ophélia
3. Bianka
4. Kressida
5. Dezdemóna
6. Juliet
7. Portia
8. Rozalind
9. Kupid
10. Belinda
11. Perdita
12. Puk
13. Mab
14. Miranda
15. Ariel
16. Umbriel
17. Titánia
18. Oberon
19. Franciszko
20. Kaliban
21. Stephano
22. Trinkulo
23. Sükorax
24. Margaret
25. Proszpero
26. Szetebosz
27. Ferdinánd

#### ANeptunuszholdjai
A Neptunusznak 14 ismert holdja van (2019-es adat).
1. Naiad
2. Thalassa
3. Deszpina
4. Galatea
5. Larissa
6. Hippokamp
7. Proteus
8. Triton
9. Nereida
10. Halimede
11. Szaó
12. Laomédeia
13. Psamate
14. Nészó

### AKuiper-övbeliobjektumok holdjai
- A Plútó holdjai (5):
  1. Kharon
  2. Nix
  3. Hüdra
  4. Kerberosz
  5. Sztüx
- Az Erisz (2003 UB313) holdja:
  1. Dysnomia
- A Haumeá (2003 EL61) holdjai:
  1. Hi'iaká
  2. Namaká
- A Makémaké (2005 FY9) holdja:
  1. S/2015 (136472) 1

### Akisbolygókholdjai
- Az Ida holdja:
  - Daktül
- Az Kalliopé holdja:
  - Linus

- Az Sülvia aszteroida holdjai:
  - Remusz
  - Romulusz

- Az Eugénia aszteroida holdjai:
  - Petit-Prince
  - S/2007 (45) 1 („Princesse“)
- A Didümosz holdja:
  - Dimorphos